# Rasism i Sverige

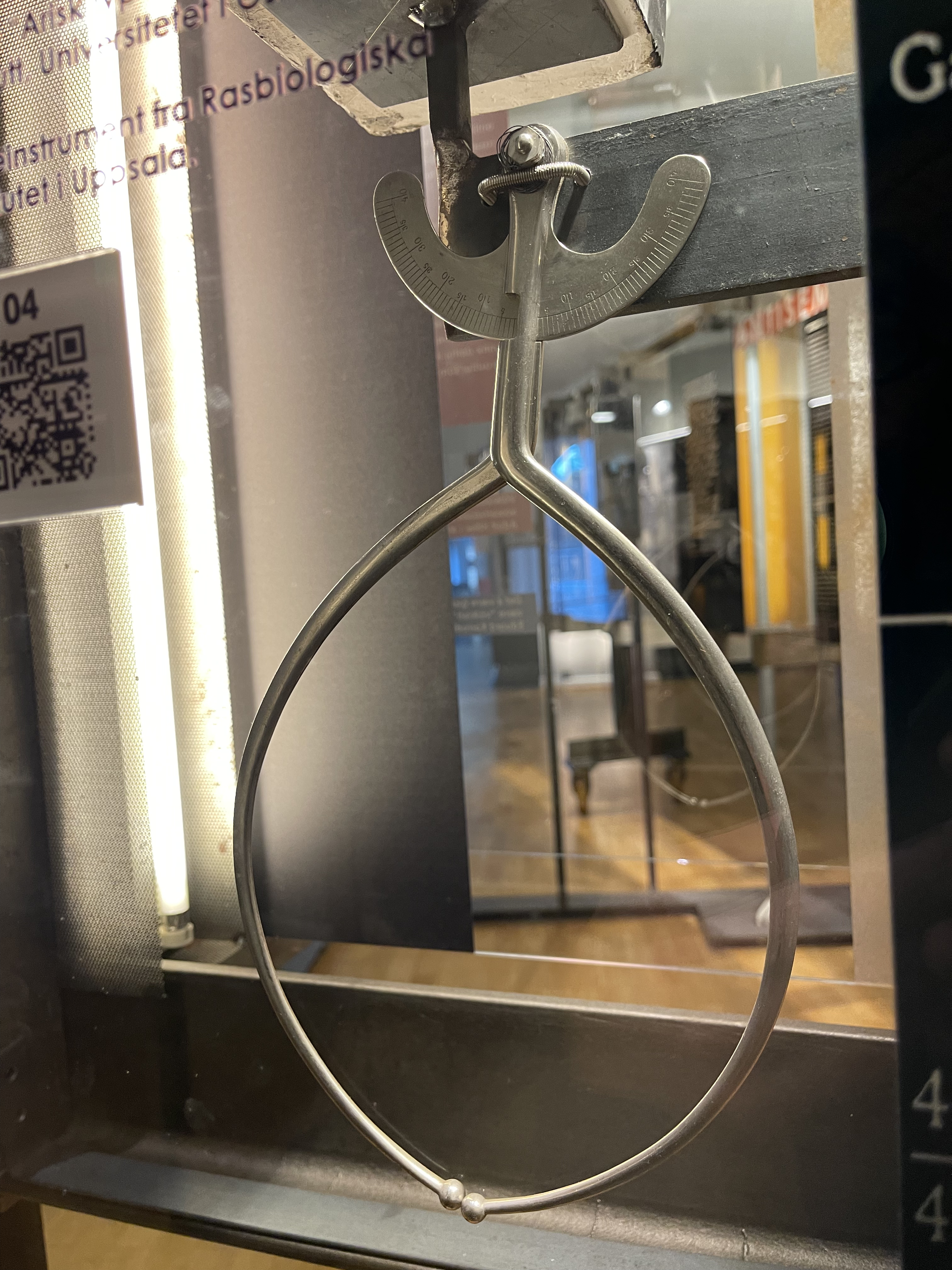
Ett handhållet instrument för att mäta mänskliga skallar, som används av Statens institut för rasbiologi (1922−1958).

Rasism och främlingsfientlighet har rapporterats och utretts i Sverige. Sverige har den mest segregerade arbetsmarknaden för personer med utländsk bakgrund i Europa, mätt mot både hög och låg utbildningsnivå enligt OECD-statistik. Enligt European Network Against Racism har hudfärg och etnisk/religiös bakgrund betydande inverkan på en individs möjligheter på arbetsmarknaden.
På grund av ökad invandring från länder med muslimsk majoritet under 2000-talet har islamofobin i Sverige ökat med starkare invandringsfientliga åsikter i landet. Landet har också registrerat fall av antisemitism, vilket har ökat de senaste åren eftersom medlemmar av den ökade muslimska befolkningen har riktat in sig på judar. Flera vit makt- och nynazistorganisationer är också aktiva i Sverige, inklusive Nordiska motståndsrörelsen.

## Rasism

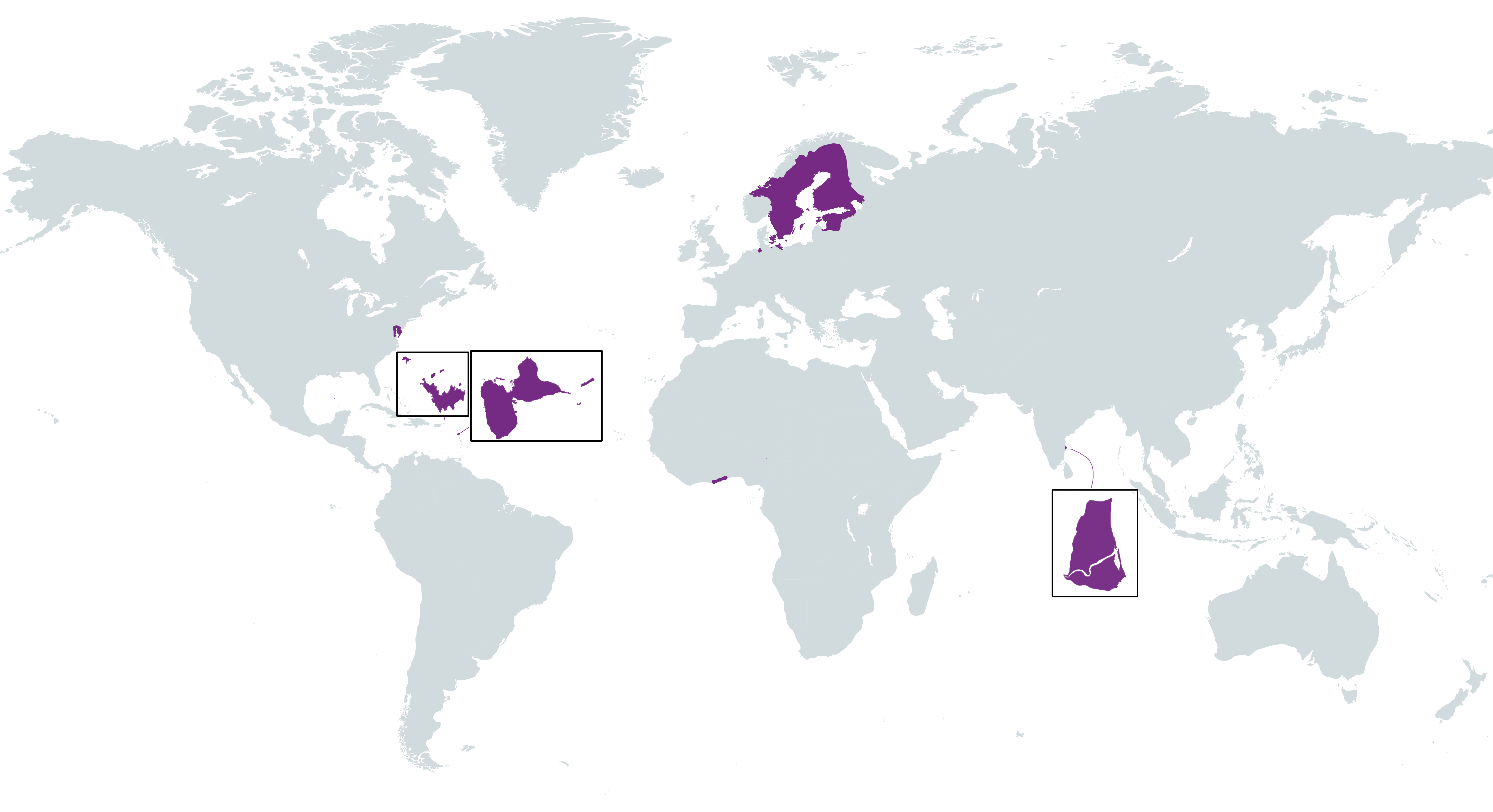
Svenska kolonialväldet och dess protektorat

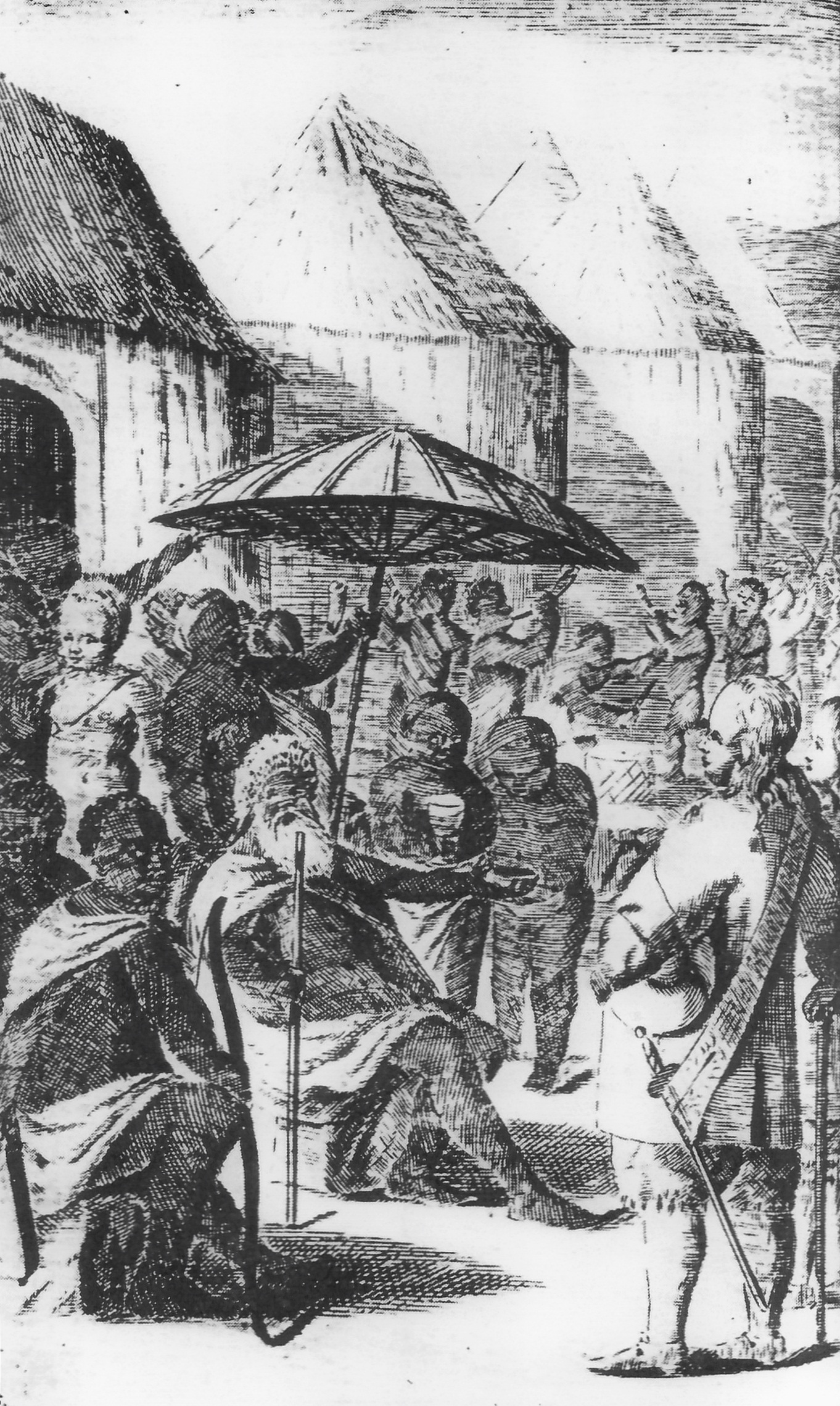
Svenskarna inbjuds av Akan- kungen av Futu att uppföra ett "stenhus" för handel, Svenska Guldkusten, 1600-talet.

Anti-svart och anti-ursprungsrasism i Sverige har sina rötter i den svenska koloniseringen av samernas ursprungsbefolkning, den svenska slavhandeln och den svenska kolonialismen i Afrika, Nordamerika och Asien, samt den svenska regeringens främjande av rasistiska ideologier. Den svenska koloniseringen av samisk mark började på 1300-talet och intensifierades under 1600-talet när den svenska staten uppmuntrade nybyggare från söder att flytta norrut. På grund av svensk statspolitik har samer historiskt sett "förnekats sina rättigheter" och "den samiska identiteten har definierats utifrån stigmatiserande och rasistiska uppfattningar". Svenska kolonier inkluderade den svenska Guldkusten i det som nu är Ghana, den svenska kolonin Saint Barthélemy och Nya Sverige i det som nu är Delaware, Pennsylvania, Maryland och New Jersey.
År 2021 bad Svenska kyrkan om ursäkt för sina övergrepp mot samer under flera århundraden, inklusive tvångskristnande, misshandel av barn i samiska skolor och insamling av samers kvarlevor för forskning om vetenskaplig rasism och eugenik. Svenska kyrkan beskrev sina "mörka handlingar" mot samerna som "koloniala" och "legitimerat förtryck". Innan Svenska kyrkan bad om ursäkt hade den 2019 tagit fram ett 1 100 sidor långt dokument som sammanställde kyrkans historia av att förtrycka samer och utplåna samisk kultur.
Den svenska rollen i kolonialismen och förslavandet av afrikaner har karakteriserats som "lite känd" av den svenska allmänheten, trots att det finns kvar påminnelser om slaveri och kolonialism i svensk konst, arkitektur och ortnamn. Under 1900-talet var Statens institut för rasbiologi aktivt för att idka vetenskaplig forskning på rasbiologins område med särskild hänsyn till svenska folket och till förhållandena inom Sverige”. År 2022, efter ett fem dagar långt besök i Sverige, konstaterade FN:s internationella oberoende expertmekanism att den svenska regeringen behövde utveckla strategier för att ta itu med systematisk rasism.

## Islamofobi
Integrationsnämndens rapport Rasism och främlingsfientlighet i Sverige konstaterar att muslimer utsätts för mest religiösa trakasserier i Sverige. Nästan 40 % av de intervjuade sa att de hade bevittnat verbala kränkningar riktade mot muslimer. Historiskt sett har attityderna gentemot muslimer i Sverige varit blandade. Relationerna var till stor del negativa i början av 1500-talet, förbättrades under 1700-talet och minskade återigen med den svenska nationalismens uppgång i början av 1900-talet. Enligt Jonas Otterbeck, en svensk religionshistoriker, har attityderna gentemot islam och muslimer förbättrats idag, men "fördomarna var och är fortfarande höga". Islamofobi kan manifestera sig genom diskriminering på arbetsmarknaden, fördomsfull bevakning i media och våld mot muslimer.

## Nazism

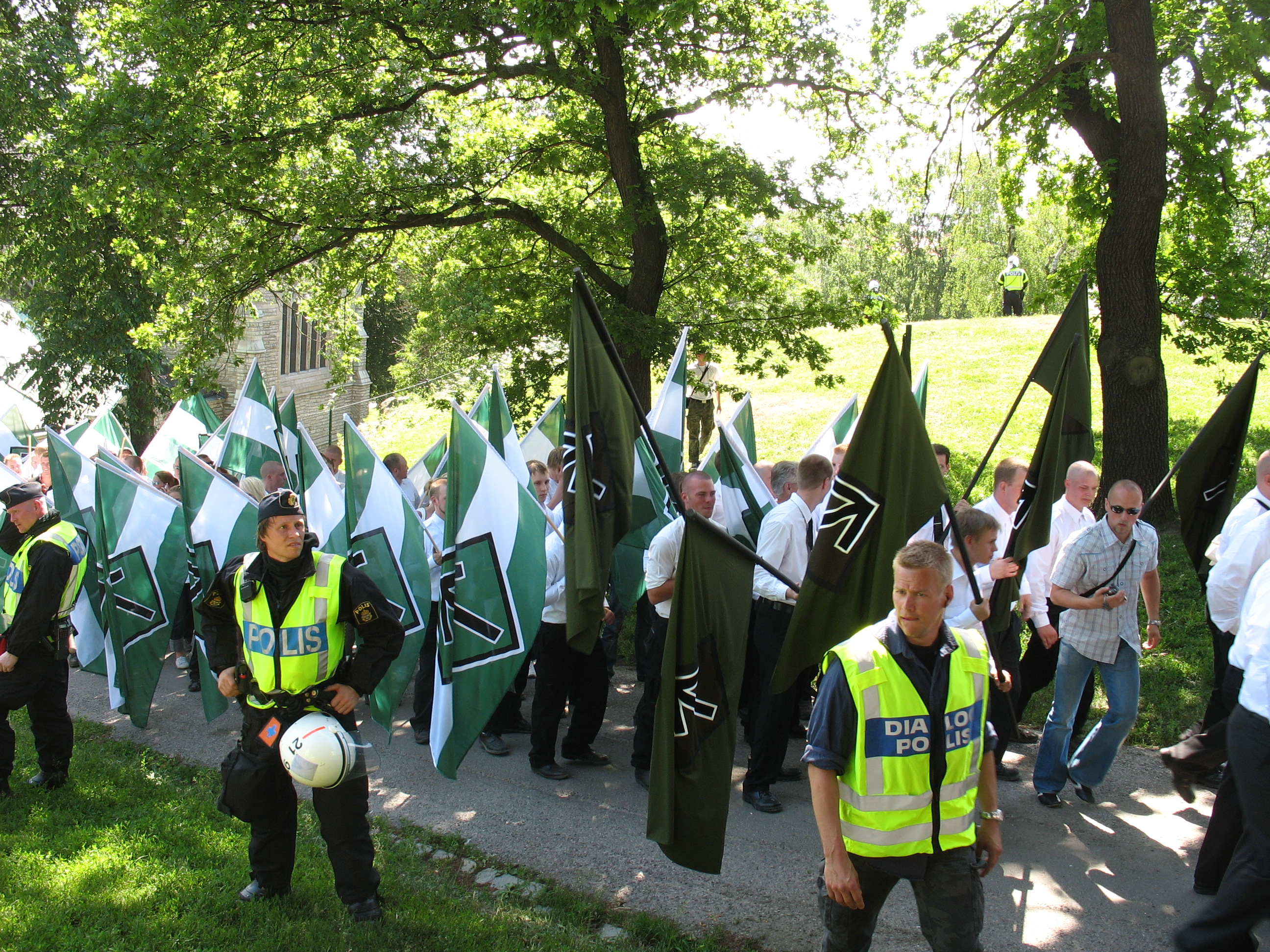
Nordiska motståndsrörelsens demonstration i Stockholm, juni 2007

Sverige är hem för flera vit makt- och nynazistiska organisationer, inklusive:
- Svenska Motståndsrörelsen, den svenska grenen av Nordiska Motståndsrörelsen

Tidigare organisationer och partier inkluderar:
- Nationalsocialistisk front
- Nationell ungdom
- Svenskarnas parti
- Vitt ariskt motstånd
- Nordiska Rikets Parti
- Legion Wasa

Nordiska motståndsrörelsen har uppmärksammats som en ledande nynazistisk organisation i Sverige, exporterar extremism över hela Skandinavien och upprätthåller band med extremistgrupper på andra håll i Europa, Sydafrika och Nordamerika. Samtida vita supremacistgrupper är en del av en sekelång historia av nazistisk och nynazistisk aktivism i Sverige.
Det högerpopulistiska Sverigedemokraterna, det näst största partiet i riksdagen, grundades av högerextrema aktivister som var involverade i nynazistiska, vit makt- och fascistiska rörelser, inklusive en medgrundare som hade varit Waffen-SS-volontär. Partierna förespråkar svensk nationalism och invandringsrestriktioner. Partiet har sedan dess hävdat och beskrivits ha avvisat rasism och extremism, och istället stödt "kulturell nationalism". Partimedlemmar hävdar att partiet sedan 2005, då Jimmie Åkesson blev partiledare, har genomgått reformer. Kritiker anklagar partiet för att inte helt ha förkastat sin fascistiska historia, och antifascister hävdar att partiet fortfarande är rasistiskt och nynazistiskt.

## Antisemitism

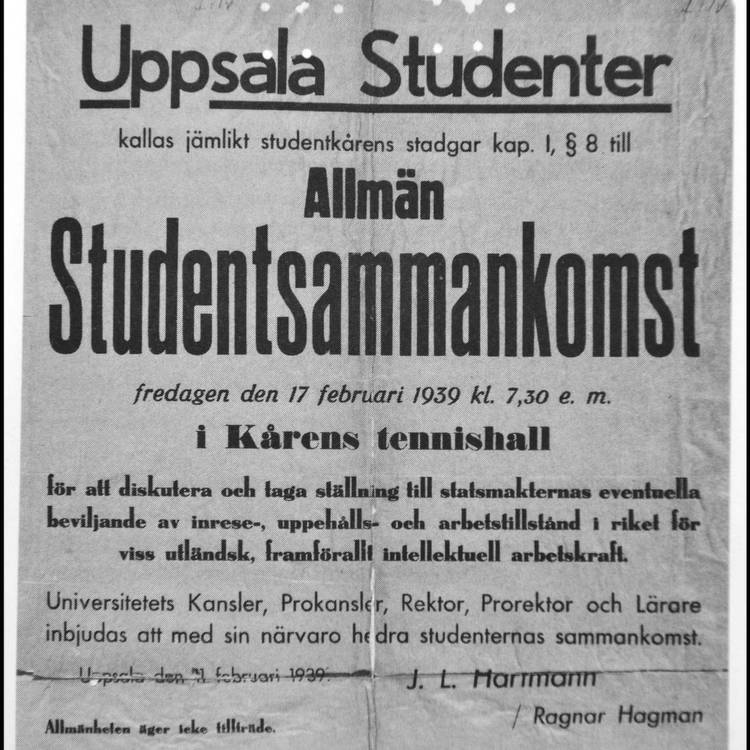
Inbjudan till ett möte på Bollhuset, där nationalistiska studenter agiterade mot tysk-judiska flyktingläkare som bodde i Sverige, februari 1939

Efter Tyskland och Österrike har Sverige den högsta andelen antisemitiska incidenter i Europa, även om Nederländerna har rapporterat en högre andel antisemitism under några år. En statligt beställd studie från 2006 uppskattade att 15 % av svenskarna håller med om påståendet: "Judarna har för stort inflytande i världen idag." En multinationell opinionsundersökning som genomfördes av American Jewish Committee i mars–april 2005 (Thinking about the Holocaust 60 Years Later) visar hur uppfattningen att judar utövar "för stort inflytande" på världshändelserna är mer utbredd i Polen, Österrike och Tyskland än i Sverige, men indikerar också att svenskar håller med om detta påstående i liknande utsträckning som amerikaner och britter. Med hänvisning till påståendet att judarna ”utnyttjar” Förintelsen för sina egna syften, indikerar samma studie att denna uppfattning är mer utbredd bland svenskar än bland amerikaner och britter, men lika utbredd bland österrikare och fransmän. 5 % av den totala vuxna befolkningen och 39 % av vuxna muslimer "hyser systematiska antisemitiska åsikter". Den tidigare statsministern Göran Persson beskrev dessa resultat som "överraskande och skrämmande". Rabbinen för Stockholms ortodoxa judiska församling, Meir Horden, sa dock att "Det är inte sant att säga att svenskarna är antisemitiska. Vissa av dem är fientligt inställda till Israel eftersom de stöder den svaga sidan, vilket de uppfattar palestinierna som." Vidare visade en ny studie utförd av ADL starkt kontrasterande resultat, där svenska respondenter indikerade antisemitiska tendenser bland endast 4 % av befolkningen.
Ett rekord på 60 antisemitiska attacker rapporterades i Malmö år 2012, en ökning från ett genomsnitt på 22 under de två åren innan det. 35 fall rapporterades under första halvåret 2013, vilket är på väg att slå rekordet. Det judiska samfundet säger att radikala medlemmar av den muslimska befolkningen i staden är ansvariga för de flesta attackerna. Enligt en undersökning som genomförts av FN:s byrå för grundläggande rättigheter identifierades förövaren i 40 % av de allvarliga antisemitiska trakasserierna som någon med en muslimsk extremistisk ideologi.